# Marufatu Abiola Bawuah
 (février 2023).
La mise en forme du texte ne suit pas les recommandations de Wikipédia : il faut le « wikifier ».
Les points d'amélioration suivants sont les cas les plus fréquents. Le détail des points à revoir est peut-être précisé sur la page de discussion.
- Les titres sont pré-formatés par le logiciel. Ils ne sont ni en capitales, ni en gras.
- Le texte ne doit pas être écrit en capitales (les noms de famille non plus), ni en gras, ni en italique, ni en « petit »…
- Le gras n'est utilisé que pour surligner le titre de l'article dans l'introduction, une seule fois.
- L'italique est rarement utilisé : mots en langue étrangère, titres d'œuvres, noms de bateaux, etc.
- Les citations ne sont pas en italique mais en corps de texte normal. Elles sont entourées par des guillemets français : « et ».
- Les listes à puces sont à éviter, des paragraphes rédigés étant largement préférés. Les tableaux sont à réserver à la présentation de données structurées (résultats, etc.).
- Les appels de note de bas de page (petits chiffres en exposant, introduits par l'outil «  Source ») sont à placer entre la fin de phrase et le point final[comme ça].
- Les liens internes (vers d'autres articles de Wikipédia) sont à choisir avec parcimonie. Créez des liens vers des articles approfondissant le sujet. Les termes génériques sans rapport avec le sujet sont à éviter, ainsi que les répétitions de liens vers un même terme.
- Les liens externes sont à placer uniquement dans une section « Liens externes », à la fin de l'article. Ces liens sont à choisir avec parcimonie suivant les règles définies. Si un lien sert de source à l'article, son insertion dans le texte est à faire par les notes de bas de page.
- La présentation des références doit suivre les conventions bibliographiques. Il est recommandé d'utiliser les modèles {{Ouvrage}}, {{Chapitre}}, {{Article}}, {{Lien web}} et/ou {{Bibliographie}}. Le mode d'édition visuel peut mettre en forme automatiquement les références.
- Insérer une infobox (cadre d'informations à droite) n'est pas obligatoire pour parachever la mise en page.

Pour une aide détaillée, merci de consulter Aide:Wikification.
Si vous pensez que ces points ont été résolus, vous pouvez retirer ce bandeau et améliorer la mise en forme d'un autre article.
Marufatu Abiola Bawuah, née le 25 septembre 1968, est une femme d'affaires nigériane. À partir de 2014, elle est devient directrice générale de United Bank for Africa. Elle est la première femme à ce poste.
Elle remporte plusieurs prix pour son travail: le prix 2016 Chartered Institute of Marketing, Ghana Marketing Woman of the Year et le prix Finance Personality of the Year au Ghana Accountancy and Finance,,,,.

## Éducation
Bawuah grandi à Aflao, fait ses études secondaires à l'école Achimota et à l'Université de Lagos au Nigéria, où elle obtient un baccalauréat ès sciences en sciences actuarielles. Elle suit un baccalauréat en droit (LLB) à l'Université de Londres. Elle est titulaire d'un diplôme en marketing de l'Institut ghanéen de gestion et d'administration publique (GIMPA) et d'un Master of Business Administration (EMBA) en finance de l'Université du Ghana.
Dans le domaine du leadership, elle détient plusieurs diplômes de la Harvard Business School, Columbia, de l'Université de New York, de l'INSEAD et de l'Institut Villa Pierrefeu en Suisse,,,.

## Carrière
Actuelle directrice générale régionale (PDG) de United Bank for Africa, en charge de six pays ( le Ghana, le Bénin, le Burkina Faso, la Côte d'Ivoire, le Libéria et la Sierra Leone),, auparavant, elle travaille avec Standard Chartered Bank en tant que responsable des relations commerciales, CAL Bank en tant que responsable des relations, Strategic African Securities en tant que courtier agréé, et avec Bentsi-Enchi et Letsa (aujourd'hui Bentsi-Enchil, Letsa et Ankomah) cabinet d'avocats en tant qu'agent d'investissement,,,
En janvier 2023, Abiola Bawuah devient la première femme PDG d'United Bank for Africa (UBA).

## Travaux
- Elle fonde une organisation à but non lucratif : Aboala Bawuah Foundation[12]
- Chosen from the Darkness - mémoire[6]

## Réalisations et récompenses
- En 2016, prix de la Femme marketing de l'année du Chartered Institute of Marketing Ghana (CIMG)[10],[13],[14],[15]
- Prix de la Personnalité financière de l'année 2016 au Ghana Accountancy and Finance.
- Nommée comme l'une des 50 femmes d'affaires influentes d'Afrique par le rapport africain en juillet 2018
- Elle a décerné les EMY Awards Femme de l'année 2020[16]

## Vie privée
Elle est mariée et a trois enfants.